# Soufiane Alloudi
Soufiane Alloudi (arabisch سفيان علودي, DMG Sufyān ʿAllūdī; * 1. Juli 1983 in El Gara) ist ein marokkanischer Fußballspieler.
Alloudi begann seine Karriere bei Raja Casablanca, für die er bis 2007 spielte. Hiernach wechselte er in die Vereinigten Arabischen Emirate nach Al Ain Club, wo er die Trikotnummer 33 trug. Seit 2010 spielt er wieder in Marokko, aktuell bei Racing de Casablanca.
Außerdem war er marokkanischer Nationalspieler. Bei der Afrikameisterschaft 2008 erzielte er beim Auftaktspiel von Marokko gegen Namibia (5:1) drei Tore innerhalb von zwanzig Minuten.